# آرام‌شاه

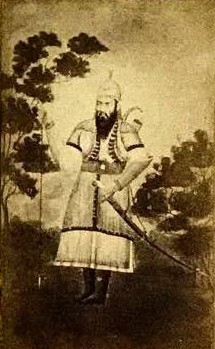
عکسی از یک نقاشی مینیاتور هندی که آرام شاه از سلسله مملوک را به تصویر می‌کشد، منتشر شده در «تواریخ غوری» اثر منشی بولاقی داس صاحب (1881).

آرام‌شاه از پادشاهان سلاطین مملوک هندوستان (۶۰۷ ه. ق. / ۱۲۱۰ م) بود. آرام‌شاه احتمالاً از ۱۲۱۰ تا ۱۲۱۱ میلادی پادشاهی کرد.
آرام توسط امیران ترک در لاهور به سلطنت برگزیده شد اما از توان کافی برای پادشاهی برخوردار نبود.
گروهی از چهل فرد صاحب‌منصب معروف به چهلگانی، علیه آرام‌شاه توطئه کرده و شمس‌الدین ایلتُتْمِش، فرماندار شهر بدایون را برای جایگزینی آرام‌شاه دعوت کردند. ایلتتمش آرام‌شاه را در سال ۱۲۱۱ در دشت باغ جود در نزدیکی دهلی شکست داد. از سرنوشت آرام‌شاه خبر دیگری در دست نیست.
رابطه آرام‌شاه با قطب‌الدین ایبک (۱۲۱۰-۱۲۰۶) محل مناقشه است. برخی تاریخ‌نگاران او را پسر ایبک می‌دانند اما منهاج سراج مشخصاً می‌نویسد که ایبک تنها سه دختر داشت.